# مت مک کویین
مت مک کویین (به انگلیسی: Matthew 'Matt' McQueen) (زاده ۱۸ مه ۱۸۶۳– درگذشت ۲۸ سپتامبر ۱۹۴۴) بازیکن و سرمربی فوتبال اهل اسکاتلند بود که در سال ۱۹۲۳ به عنوان سرمربی باشگاه لیورپول انتخاب شد و به مدت ۵ سال تا ۱۹۲۸ در این سمت برجای ماند.

او که پیش تر در لیورپول دستیار دیوید اشورث بود، پس از برکناری او به عنوان پنجمین سرمربی تاریخ باشگاه لیورپول انتخاب شد

## افتخارات

### به عنوان بازیکن
- لیورپول(۱۸۹۲–۱۸۹۹): دو عنوان قهرمانی در لیگ دسته دوم (۱۸۹۴ و ۱۸۹۶)
- تیم ملی اسکاتلند (۱۸۹۰–۱۸۹۱): ۲ حضور در تیم ملی

### به عنوان سرمربی
لیورپول: ۱ مرتبه قهرمانی در لیگ دسته اول فصل ۱۹۲۲–۲۳